# Dolní Vestec
Dolní Vestec (německy Unter Westetz) je malá vesnice, část obce Slavíkov v okrese Havlíčkův Brod. Nachází se asi 1,5 km na jihozápad od Slavíkova. V roce 2009 zde bylo evidováno 14 adres. V roce 2001 zde trvale žilo 26 obyvatel.
Dolní Vestec je také název katastrálního území o rozloze 2,35 km2. V katastrálním území Dolní Vestec leží i Horní Vestec.